# Metzineres
Metzineres és una cooperativa sense ànim de lucre amb seu a Barcelona, que brinda acolliment i serveis de reducció de danys per a dones i persones no binàries que usen drogues i sobreviuen a múltiples violències i vulnerabilitats. El projecte es va iniciar l'any 2017 i es va registrar en la seva forma actual de cooperativa l'octubre de 2020.

## Història
Aura Roig, antropòloga i ideòloga del projecte, feu una tesi doctoral sobre dones que consumien heroïna de manera no problematitzada a Vancouver, on hi havia l'única sala de consum lliure de tot Amèrica del Nord, que també era un espai per a reduir-ne els danys. Després viatjà a Colòmbia com a assessora tècnica d'una fundació, on dissenyà i posà en marxa programes d'assessorament per a persones que s'injectaven drogues, prosseguint el projecte amb el seu company Andrés a Costa Rica, on buscaren les millors pràctiques relacionades amb una mirada holística i de reducció de danys.
El 2017 decidiren traslladar-se a Barcelona, on Aura Roig i les seves companyes crearen la xarxa de persones que usen drogues i que anomenarien Xadud, com a espai no masculinitzat i pensat per a dones. Continuaria gràcies a la fundació Salut i Comunitat, tot i que de forma autònoma, i també un temps de la mà de la fundació ICEERS, dedicada a l'estudi i divulgació de drogues i plantes medicinals com el cànnabis i l'ayahuasca. El 2020, Metzineres es constituí com a cooperativa amb Alícia Nieto, que en dissenyaria la imatge corporativa, amb la col·laboració d'Andrés, que ja llavors es desvinculà del projecte. Reberen el suport de l'Associació Episteme, Intervenció i Acció Social, i el 2021 va ser reconeguda per la Generalitat de Catalunya com a Servei d'Intervenció Especialitzat en Violències (SIE) en el pla sanitari local.
La tarda del 3 d'agost del 2023, una membre de Metzineres, Shamira, va anar al local per a que li fessin un pentinat de trenes, i enmig de la sessió sortí uns minuts per airejar-se i fer algun encàrrec. Just en passar per la plaça d'Emili Vendrell, la part més alta del tronc d'una palmera datilera es va trencar i va desplomar-se sobre ella, causant-li la mort. El fet provocà una enorme commoció en el col·lectiu, que organitzà actes de memòria on es reclamà una investigació rigorosa sobre l'accident i la depuració de responsabilitats.

## Serveis i activitats
Al local de Metzineres s'hi ofereixen diversos serveis essencials de salut i reducció de danys, cobrint necessitats bàsiques, com higiene personal, accés a internet, menjars calents, espais de suport mutu i formes de relacionar-se amb el veïnat, ajuda a l'emprenedoria, l'expressió artística i activitats culturals com la Metziradio, o el programa d'intercanvi de xeringues i l'espai de consum supervisat. A més, ofereix un calendari d'activitats com tallers de perruqueria, cosmètica natural, noves tecnologies, paellada popular, així com sessions de cinema i espais d'intercanvi de roba. L'únic espai restringit és el despatx de les treballadores, on es disposa d'una base de dades sobre la realitat del col·lectiu i la situació de les persones que hi acudeixen.
La cooperativa participa en activitats d'incidència, com la demanda d'accés a tractaments assistits amb heroïna. Creuen que, a causa de les barreres d'accés a l'atenció mèdica i les bretxes institucionals, les dones i persones no binàries que usen drogues il·legals acaben vinculades a situacions de vulnerabilitat, i poden tenir dificultats per accedir als serveis socials o de salut als quals tenen dret. Per això, alguns observadors creuen que la cooperativa «representa un model prometedor de com els programes de reducció de danys poden brindar serveis essencials i suport a dones i usuaris de drogues no conformes amb el gènere, que han sobreviscut a situacions de violència». També participa en conferències sobre reducció dels danys, fòrums internacionals com la Comissió d'Estupefaents de les Nacions Unides i la reunió d'alt nivell sobre el VIH/SIDA, i grups activistes com la Xarxa Internacional de Persones que Usen Drogues.